# Episodi di Bravo Dick (prima stagione)
La prima stagione della serie televisiva Bravo Dick è stata trasmessa in anteprima negli Stati Uniti d'America dalla CBS tra il 25 ottobre 1982 e il 10 aprile 1983.
| nº | Titolo originale                                              | Titolo italiano | Prima TV USA     | Prima TV Italia |
| -- | ------------------------------------------------------------- | --------------- | ---------------- | --------------- |
| 1  | In the Beginning                                              |                 | 25 ottobre 1982  |                 |
| 2  | Mrs. Newton's Body Lies A-Mould'ring in the Grave             |                 | 1º novembre 1982 |                 |
| 3  | Hail to the Councilman                                        |                 | 8 novembre 1982  |                 |
| 4  | Shall We Gather at the River?                                 |                 | 15 novembre 1982 |                 |
| 5  | This Probably Is Condemned                                    |                 | 22 novembre 1982 |                 |
| 6  | No Tigers at the Circus                                       |                 | 29 novembre 1982 |                 |
| 7  | The Perfect Match                                             |                 | 6 dicembre 1982  |                 |
| 8  | Some Are Born Writers... Others Have Writers Thrust Upon Them |                 | 13 dicembre 1982 |                 |
| 9  | No Room at the Inn                                            |                 | 20 dicembre 1982 |                 |
| 10 | The Senator's Wife Was Indiscreet                             |                 | 27 dicembre 1982 |                 |
| 11 | Sprained Dreams                                               |                 | 3 gennaio 1983   |                 |
| 12 | The Way We Thought We Were                                    |                 | 10 gennaio 1983  |                 |
| 13 | The Visitors                                                  |                 | 17 gennaio 1983  |                 |
| 14 | What Is This Thing Called Lust?                               |                 | 31 gennaio 1983  |                 |
| 15 | Breakfast Theatre                                             |                 | 7 febbraio 1983  |                 |
| 16 | Ricky Nelson, Up Your Nose                                    |                 | 14 febbraio 1983 |                 |
| 17 | A View from the Bench                                         |                 | 21 febbraio 1983 |                 |
| 18 | The Boy Who Cried Goat                                        |                 | 13 marzo 1983    |                 |
| 19 | Heaven Knows Mr. Utley                                        |                 | 20 marzo 1983    |                 |
| 20 | You're Homebody 'til Somebody Loves You                       |                 | 27 marzo 1983    |                 |
| 21 | Grandma, What a Big Mouth You Have                            |                 | 3 aprile 1983    |                 |
| 22 | I Enjoy Being a Guy                                           |                 | 10 aprile 1983   |                 |